# Louis Perrée
Louis Perrée (n. 25 martie 1871, Paris, Île-de-France, Franța – d. 1 martie 1924, Ivry-la-Bataille, Haute-Normandie, Franța) a fost un scrimer francez, medaliat olimpic. A participat la o ediție a Jocurilor Olimpice (1900) în care a câștigat o medalie de argint.

## Participări
Lista de mai jos prezintă principalele competiții la care a participat Louis Perrée de-a lungul carierei.
- fencing at the 1900 Summer Olympics – men's épée[*]